# Kościół Najświętszego Serca Pana Jezusa w Katowicach-Koszutce
Kościół Najświętszego Serca Pana Jezusa w Katowicach-Koszutce – rzymskokatolicki kościół parafialny pod wezwaniem Najświętszego Serca Pana Jezusa przy ul. Misjonarzy Oblatów MN w katowickiej dzielnicy Koszutka.

## Historia
W 1936 roku oblaci zakupili teren przy ówczesnej ul. Zamkowej. Planowano wznieść nowy kościół i klasztor. W sierpniu 1936 roku uzyskano pozwolenie na rozpoczęcie budowy. Budowę rozpoczęto 1 września 1936 roku. Poświęcenie kościoła (kaplicy publicznej) i domu zakonnego nastąpiło 5 września 1937 roku. Dokonał go bp Juliusz Bieniek. Prowizorycznie ustawiony został w kościele stary ołtarz gotycki pochodzący z kościoła Mariackiego. Nowy ołtarz wstawiono 8 grudnia 1937 roku. Po wybuchu II wojny światowej, by uchronić klasztor przed przejęciem przez Niemców, ordynariusz katowicki bp Stanisław Adamski ustanowił przy kościele parafię, osobiście wprowadzając nowego proboszcza Niemca o. Kistera OMI  8 grudnia
1940 roku. Gdy SS-Manni przejęli większość pomieszczeń klasztornych i zdjęli krzyż żelbetonowy, proboszcz wraz z parafianami ustawili go przed kościołem, obsadzając kwiatami.
Oblaci ubiegali się w 1954 roku o pozwolenie na poszerzenie kościoła, ale władze komunistyczne nie udzieliły zgody. Kościół rozbudowano w 1957 roku. Uroczystego poświęcenia dokonał bp Herbert Bednorz 7 grudnia 1957 roku. W 1959 przeprowadzono prace remontowe w klasztorze i kościele. W październiku 1965 kościół wyposażono w nowe konfesjonały. W 1977 roku zakupiono nowe organy. W 1980 roku została wzniesiona dzwonnica. W dniu odpustu parafialnego 10 czerwca 1994 roku prowincjał Jan Bielecki poświęcił plac pod rozbudowę kościoła. Odnowiony i rozbudowany kościół konsekrował abp metropolita Damian Zimoń 21 maja 1999 roku.